# Савиченко, Неле
Неле Савиченко-Климене (лит. Nelė Savičenko-Klimienė; род. 1957) — советская и литовская актриса театра и кино.

## Биография
Родилась 1 декабря 1957 в городе Вильнюс, Литовская ССР, СССР.
Окончила Вильнюсскую среднюю школу № 23.
В 1975—1980 годах обучалась в Клайпедском филиале Литовской консерватории (актёрский курс Повиласа Гайдиса)
С 1980 года — актриса Клайпедского драматического театра.

## Личная жизнь
- Муж — актёр Клайпедского драматического театра Валентинас Климас, (4 марта 1958 — 28 июня 2011)
- Дочь — Габриэль (род. 1980), занимается политологией.

## Награды
- Приз за лучшую женскую роль в фильме «Запах осени» на кинофестивале «75 лет Одесской киностудии», 1994
- Премия «Padėkos kaukė»
- Золотой Крест / Auksinis scenos kryžius
- Премия «Sidabrinė gervė»
- Лауреат Премии Правительства Литвы в области культуры и искусства, 2009

За выдающиеся женские роли и преданность театру удостоена Национальной премии Литвы по культуре и искусству 2014 года. Премия была вручена президентом Литвы Далей Грибаускайте 15 февраля 2015 года. Одновременно с Нелли Савиченко премия была вручена киноактёру Регимантасу Адомайтису, писателю Григорию Кановичу, литературному критику Валентинасу Свянтицкасу, архитектору Роландасу Палякасу, фотохудожнику Альгирдасу Шяшкусу.

## Фильмография
| Год  |     | Название                                 | Роль                                     |
| ---- | --- | ---------------------------------------- | ---------------------------------------- |
| 1976 | мтф | Потерянный кров                          | гимназистка                              |
| 1978 | мтф | Смилуйся над нами                        | эпизод                                   |
| 1979 | мтф | Блуждающие огоньки                       | фрейлина                                 |
| 1982 | мтф | Богач, бедняк                            | Гретхен Джордах                          |
| 1983 | ф   | Исповедь его жены                        | Нора                                     |
| 1984 | ф   | Столкновение                             | Айсте                                    |
| 1984 | ф   | Украденное счастье                       | Анна                                     |
| 1986 | ф   | Игорь Саввович                           | Светлана                                 |
| 1986 | мтф | Корона ужа                               | Мария Моравска                           |
| 1986 | мтф | Путь к себе                              | Ирина                                    |
| 1987 | ф   | На исходе ночи                           | Эрна Зайферт                             |
| 1989 | ф   | Криминальный квартет                     | Люся                                     |
| 1989 | ф   | Я есть                                   | мать                                     |
| 1990 | ф   | Дамский портной                          | Иркэ, невестка-литовка с младенцем-сыном |
| 1990 | мтф | Марюс                                    | Изабель                                  |
| 1991 | ф   | Безумной страстью ты сама ко мне пылаешь | Анна Шаламова                            |
| 1991 | мтф | Оружие Зевса                             | Мэй                                      |
| 1991 | ф   | Чудо в краю забвения                     | Лидия Левайда                            |
| 1992 | ф   | Голос травы                              | Юшка                                     |
| 1992 | ф   | Тайна                                    | Джинни                                   |
| 1993 | ф   | Запах осени                              | Имя персонажа не указано                 |
| 1994 | ф   | Двое на качелях                          | Гитель                                   |
| 2006 | ф   | Гетто                                    | доктор Соня                              |
| 2007 | ф   | Заклинание греха                         | Рита                                     |
| 2007 | ф   | Взвод чести                              | Имя персонажа не указано                 |
| 2008 | с   | Ермоловы                                 | Грета Гансовна                           |
| 2011 | кор | Десять причин                            | мать Витаса                              |
| 2013 | ф   | Экскурсантка                             | Татьяна Евгеньевна                       |
| 2013 | ф   | Ненастоящее время                        | мама Тадаса                              |
| 2014 | ф   | По пути                                  | Имя персонажа не указано                 |
| 2014 | ф   | Сладкое прощание Веры                    | Вера                                     |
| 2014 | ф   | Жизнь мужчины осенью                     | Имя персонажа не указано                 |
| 2015 | ф   | Лето Сангайле                            | подруга матери Сангайле                  |
| 2019 | кор | В поле                                   | Имя персонажа не указано                 |
| 2021 | ф   | Маленький боец                           | мать                                     |
| 2021 | ф   | Полнометражный фильм о жизни             | Имя персонажа не указано                 |